# Stéphane Audran
Colette Suzanne Jeannine Dacheville, més coneguda pel nom artístic de Stéphane Audran, (Versalles, 8 de novembre de 1932 - París, 27 de març de 2018) fou una actriu francesa.

## Biografia
Després dels seus estudis secundaris, segueix els cursos d'art dramàtic de Charles Dullin, Tania Balachova, Michel Vitold i René Simon.
Audran va obtenir el seu principal paper el 1959, en la pel·lícula 'Les Cousins', de Chabrol. Des de llavors va actuar en la majoria de les pel·lícules d'aquest director. Entre les pel·lícules notables de Chabrol, protagonitzades per ella, en la qual representava al principal personatge femení es troben La Femme infidèle (1968), Les Biches (1968) com una lesbiana rica que s'involucra en una relació sexual entre tres persones, Le Boucher (1970) com una professora que s'enamora d'un carnisser assassí, Juste avant la nuit (1971) i Violette Nozière (1978).
També va actuar en pel·lícules de Éric Rohmer —Signe du Lion—, Jean Delannoy —La Peau de Torpede—, Gabriel Axel —El festí de Babette, com la cuinera misteriosa, Babette—, Bertrand Tavernier —Coup de Touchon, com l'esposa del policia que es torna assassí en sèrie, Lucien Cordier— i Samuel Fuller —The Big Red One. Entre les pel·lícules que no van ser dirigides per Chabrol, estan El discret encant de la burgesia (1972), guanyadora de l'Oscar i dirigida per Luis Buñuel, en la qual Stéphane va encarnar el paper d'Alice Senechal. Audran també va actuar en produccions en llengua anglesa com The Black Bird (1975), i en pel·lícules de televisió com Retorn a Brideshead (1981), Mistral's Daughter (1984) i The Sun Also Rises (1984).
Audran va guanyar un César a la millor actriu secundària a França per la seva actuació en Violette Nozière i un BAFTA per Just Before Nightfall (1975).
Es va casar amb el director i dramaturg Claude Chabrol el 1964, després d'un breu matrimoni amb l'actor francès Jean-Louis Trintignant, amb el qual va durar dos anys (1954-1956) i la ruptura va ser a causa que l'actor es va enamorar de Brigitte Bardot. Fruit del seu matrimoni amb Claude Chabrol —que va acabar el 1980— van tenir un fill, l'actor Thomas Chabrol (1963).

## Filmografia

### Cinema
| - 1957: Le Jeu de la nuit de Daniel Costelle - 1958: La Bonne tisane d'Hervé Bromberger - 1958: Montparnasse 19 de Jacques Becker (no surt als crèdits) - 1959: Le Signe du lion d'Éric Rohmer - 1959: Les Cousins de Claude Chabrol - 1960: Présentation ou Charlotte i son steak d'Éric Rohmer (curtmetratge) (veu) - 1960: Les Bonnes femmes de Claude Chabrol - 1961: Saint Tropez blues de Marcel Moussy - 1961: Les Godelureaux de Claude Chabrol - 1962: L'Œil du Malin de Claude Chabrol - 1963: Landru de Claude Chabrol - 1964: Les Durs a cuire ou comment supprimer son prochain sans perdre l'appétit de Jacques Pinoteau - 1964: Le Tigre aime la chair fraîche de Claude Chabrol (no surt als crèdits) - 1965: Paris vu par... de Claude Chabrol (segment La Muette) - 1965: Marie-Chantal contre le docteur Kha de Claude Chabrol - 1966: La Ligne de démarcation de Claude Chabrol - 1967: Le Scandale de Claude Chabrol - 1968: Les Biches de Claude Chabrol - 1969: La Femme infidèle de Claude Chabrol - 1970: Le Boucher de Claude Chabrol - 1970: Torpede (La Peau de torpedo) de Jean Delannoy - 1970: La Rupture de Claude Chabrol - 1970: The Lady in the Car with Glasses and a Gun) d'Anatole Litvak - 1971: Juste avant la nuit de Claude Chabrol - 1971: Sans mobile apparent de Philippe Labro - 1971: Aussi loin que l'amour de Frédéric Rossif - 1972: The Other Side of the Wind d'Orson Welles (inacabada) - 1972: Un meurtre est un meurtre d'Étienne Périer - 1972: El discret encant de la burgesia de Luis Buñuel - 1973: Les Noces rouges de Claude Chabrol - 1974: Comment réussir... quand on est con i pleurnichard de Michel Audiard - 1974: Le Cri du cœur de Claude Lallemand - 1974: And Then There Were None de Peter Collinson - 1974: Tres amics, les seves dones i els altres (Vincent, François, Paul... et les autres) de Claude Sautet - 1975: Hay que matar a B. de José Luis Borau - 1975: The Black Bird de David Giler - 1976: Chi dice donna, dice donna de Tonino Cervi (part Donne d'affari) - 1976: Folies bourgeoises de Claude Chabrol - 1977: Des Teufels Advokat de Guy Green - 1977: La mort d'un home corrupte (Mort d'un pourri) de Georges Lautner - 1978: Llaços de sang (Les Liens de sang) de Claude Chabrol - 1978: Silver Bears d'Ivan Passer - 1978: Violete Nozière de Claude Chabrol - 1979: Eagle's Wing d'Anthony Harvey | - 1979: Le Gagnant de Christian Gion - 1980: Le Soleil en face de Pierre Kast - 1980: The Big Red One de Samuel Fuller - 1980: Le Cœur a l'envers de Franck Apprederis - 1980: La Cage aux folles 2 d'Édouard Molinaro - 1981: Les Plouffe de Gilles Carle - 1981: Coup de torchon de Bertrand Tavernier - 1982: Boulevard des assassins de Boramy Tioulong - 1982: Le Choc de Robin Davis - 1982: Paradis per tous d'Alain Jessua - 1983: La Scarlatine de Gabriel Aghion - 1983: Mortelle Randonnée de Claude Miller - 1983: Mortal excursió de Claude Miller - 1984: Les Voleurs de la nuit de Samuel Fuller - 1984: Le Sang des autres de Claude Chabrol - 1984: The Bay Boy de Daniel Petrie (no surt als crèdits) - 1985: Poulet au vinaigre de Claude Chabrol - 1985: Night Magic de Lewis Furey - 1985: Casa de boges 3 (La Cage aux folles 3: Elles se marient) de Georges Lautner - 1986: La Gitane de Philippe de Broca - 1986: Suivez mon regard de Jean Curtelin - 1987: Le Miraculé de Jean-Pierre Mocky - 1987: El festí de Babette de Gabriel Axel - 1988: Les Saisons du plaisir de Jean-Pierre Mocky - 1988: Corps z'a corps d'André Halimi - 1988: Faceless de Jesús Franco - 1988: Il nido del ragno de Gianfranco Giagni - 1989: Sons d'Alexandre Rockwell - 1989: Manika, une vie plus tard de François Villiers - 1990: La Messe en si mineur de Jean-Louis Guillermou - 1990: Dies tranquils a Clichy (Jours tranquilles à Clichy) de Claude Chabrol - 1992: Betty de Claude Chabrol - 1994: The Turn of the Screw de Rusty Lemorande - 1995: Au petit Marguery de Laurent Bénégui - 1996: Le Fils de Gascogne de Pascal Aubier - 1996: Al límit del risc (Maximum Risk) de Ringo Lam - 1997: Arlette de Claude Zidi - 1998: Madeline de Daisy von Scherler Mayer - 1999: Belle maman de Gabriel Aghion - 2000: Le Pique-nique de Lulu Kreutz de Didier Martiny - 2001: J'ai faim !!! de Florence Quentin - 2002: La meva dona es diu Maurice (Ma Femme s'appelle Maurice) de Jean-Marie Poiré - 2008: La Fille de Monaco d'Anne Fontaine |

### Televisió
- 1973: Tatort - Tote Taube in der Beethovenstraße de Samuel Fuller
- 1979: Orient-Express de Daniele D'Anza (fulletó) (part: Maria)
- 1981: Les Affinités électives de Claude Chabrol
- 1981: Le Marteau piqueur de Charles L. Bitsch
- 1981: Le Beau monde de Michel Polac
- 1981: Retorn a Brideshead (Brideshead Revisited) de Michael Lindsay-Hogg i Charles Sturridge (fulletó)
- 1982: La Marseillaise de Michel Berny
- 1984: Mistral's Daughter de Kevin Connor i Douglas Hickox (fulletó)
- 1984: The Sun Also Rises de James Goldstone (fulletó)
- 1985: Un'isola de Carlo Lizzani
- 1987: Poor Little Rich Girl: The Barbara Hutton Story de Charles Jarrott
- 1989: Champagne Charlie d'Allan Eastman
- 1990: TECX de Antonia Bird, Alan Cooke i Renny Rye (sèrie)
- 1992: Weep No More, My Lady de Michel Andrieu
- 1992: Le Droit a l'oubli de Gérard Vergez
- 1994: L'Évanouie de Jacqueline Veuve
- 1996: Petit de Patrick Volson
- 1997: Un printemps de chien d'Alain Tasma
- 2000: La Bicyclette bleue de Thierry Binisti (fulletó)
- 2004: Sissi, l'impératrice rebelle de Jean-Daniel Verhaeghe
- 2005: La Battante de Didier Albert (fulletó)
- 2005: Trois femmes… un soir d'été de Sébastien Grall (fulletó)

## Premis i nominacions

### Premis
- 1968: Os de Plata a la millor interpretació femenina al Festival De Berlín per Les Biches[5]
- 1979: César a la millor actriu secundària per a Violette Nozière

### Nominacions
- César 1982 a la millor actriu secundària per Coup de torchon
- César 1983 a la millor actriu secundària per Paradis per tous
- César 1984 a la millor actriu secundària per Mortelle Randonnée

## Llibre
- Stéphane Audran. Une autre façon de voir la vie.  Paris, Le Cherche midi, 2009. ISBN 978-2-7491-1431-6.